# آناهید آوانسیان
آناهید آوانسیان (ارمنی: Անահիտ Ավանեսյան زاده ۲۱ مارس ۱۹۸۱) یک سیاستمدار اهل ارمنستان که از ۱۸ ژانویه ۲۰۲۱ سمت وزارت بهداشت ارمنستان را در دولت نیکول پاشینیان برعهده دارد. وی پیشتر معاون آرسن توروسیان بود.

## زندگی‌نامه
وی در ۲۱ مارس ۱۹۸۱ در ایروان به دنیا آمد و از دانشگاه دولتی ایروان (۲۰۰۳) و از دانشگاه آمریکایی ارمنستان (۲۰۰۴) فارغ‌التحصیل گشت. وی متأهل و صاحب سه فرزند می‌باشد.